# Krusader
Krusader je računalniški program za upravljanje datotek v namiznem okolju KDE, povzet po programu Midnight Commander (iz operacijskega sistema Linux) in programa Total Commander (iz operacijskega sistema Microsoft Windows). Omogoča uporabo vseh možnosti urejanja datotek. Podpira rokovanje z različnimi programi za arhiviranje, nalaganja različnih datotečnih sistemov, FTP, napredno iskanje, pregledovalnik/urejevalnik, usklajevalnik map, primerjanje datotek po vsebini, napredno preimenovanje datotek in še veliko več.
Podpira naslednje formate arhivov: tar, ZIP, bzip2, gzip, RAR, ace, ARJ, LHA in RPM in podpira KIOSlaves kot sta smb in fish. Program je mogoče skoraj popolno nastaviti po meri in izgleda dobro na vašem namizju.
Upravljalniki datotek z dvema oknoma so znani tudi kot ortodoksni upravljalniki datotek. Njihova prednost pred klasičnimi upravljalniki z enim oknom je možnost popolne uporabe tipkovnice. Po teoriji to možnost uporabe programa enačijo z igranjem klavirja. Zaradi navajenosti izvajanja določenih gibov in obvladovanja tipkovnice je možno slepo urejati sistem.
Krusader je izdan pod Splošnim dovoljenjem GNU.
Podprti sistemi:
- POSIX (Linux/BSD/UNIX OSji), Solaris
- vse BSD inačice (FreeBSD/NetBSD/OpenBSD/Apple MacOS X).

Krusader ne potrebuje celotnega namizja KDE za delovanje, čeprav je to njegovo naravno okolje. Za osnovno delovanje potrebuje samo določene knjižnice KDE npr. knjižnice Qt™ in podobno. To pomeni, da Krusader deluje tudi na GNOME, AfterStep, XFce in drugih namizjih.
Zadnja stabilna različica je 1.70.0.